# Jakub Smakowski
Jakub Smakowski (ur. 1924, zm. ?) – żydowski działacz ruchu oporu w getcie warszawskim, członek Żydowskiego Związku Wojskowego, uczestnik powstania w getcie warszawskim. 

## Życiorys
Ojciec Welwel był malarzem pokojowym i działaczem Bundu.
W czasie funkcjonowania getta warszawskiego pracował w warsztatach mechanicznych przy ul. Komitetowej 1, a później w Brunowerke przy ul. Nabielaka 10; trudnił się również szmuglem żywności.
13 sierpnia 1942, w czasie wielkiej akcji deportacyjnej do obozu zagłady w Treblince, wywieziono jego matkę i siostrę.
Był uczestnikiem powstania w getcie. Po powstaniu przeszedł na stronę aryjską, ale w dalszym ciągu odwiedzał teren dawnego getta i dostarczał żywność Żydom ukrywającym się w bunkrach.
Walczył w powstaniu warszawskim, m.in. brał udział w wyzwoleniu Gęsiówki. Wraz z grupą Żydów po powstaniu ukrywał się w bunkrze przy ul. Wspólnej 36, gdzie doczekał wyzwolenia Warszawy.
W 1945 roku spisał swoje okupacyjne wspomnienia, w tym samym roku przebywał w Niemczech, gdzie jego ślad się urywa. Był jednym z nielicznych bojowców Żydowskiego Związku Wojskowego którzy przeżyli wojnę.